# Lloydolithus
Lloydolithus – rodzaj stawonogów z wymarłej gromady trylobitów, z rzędu Asaphida. Żył w okresie ordowiku. Jego skaminiałości znaleziono w Europie.